# Piešťany

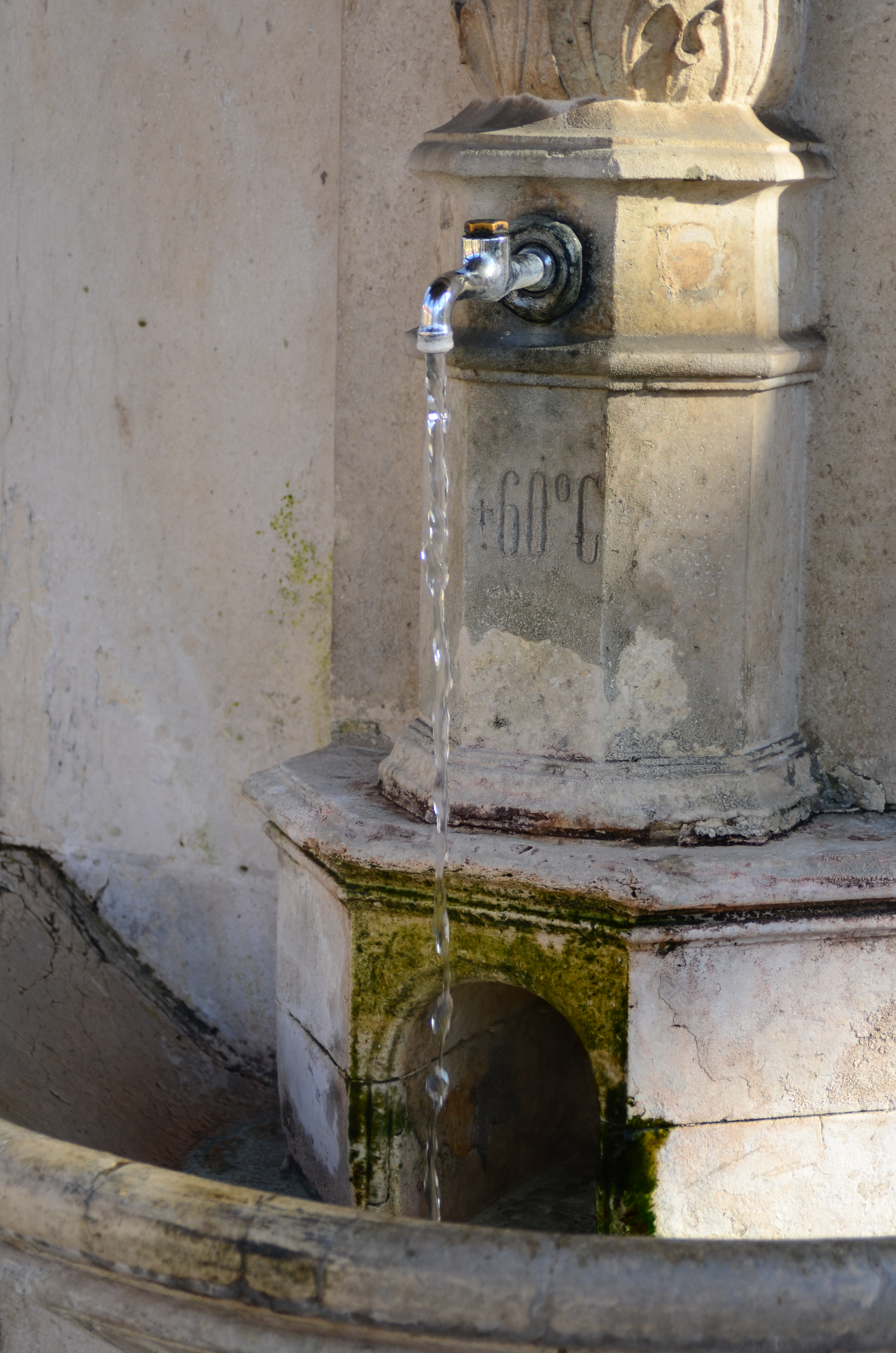
Mineralbrunnen (60 °C) in Piestany

Piešťany (Ausspracheⓘ: ['pĭɛʃcani]; deutsch Pistyan oder Pistian, auch Püschtin, ungarisch Pöstyény – bis 1907 Pöstyén, polnisch Piszczany) ist die größte Stadt des gleichnamigen Okres Piešťany und ein bekanntes Heilbad im Westen der Slowakei.

## Geographie
Die Stadt Piešťany befindet sich im nördlichen Donauhügelland (slowakisch Podunajská pahorkatina, Teil des slowakischen Donautieflands) am Fluss Waag. Durch die Stadt fließt zudem der Bach Dubová. Piešťany wird im Osten durch das Gebirge Považský Inovec flankiert, während sich nach Westen zu die Kleinen Karpaten erheben. Unmittelbar südlich der Stadt ist die Waag im Stausee Sĺňava aufgestaut.
Die Stadt besteht aus zwei Teilen, zum einen der eigentlichen Stadt Piešťany und zum anderen dem Ort Kocurice, welcher 1974 eingemeindet wurde und im Westen auf der anderen Seite der Autobahn gelegen ist.
Die folgenden Angaben beziehen sich auf die Luftlinie zum nächsten Ortszentrum und die Entfernungen sind auf halbe Kilometer kaufmännisch gerundet. Städte sind fett hervorgehoben.
| Veľké Orvište, Myjava 5 km, 16,5 km | Horná Streda, Nové Mesto nad Váhom 7,5 km, 18,5 km | Moravany nad Váhom, Bánovce nad Bebravou 2,5 km, 34,5 km |
| Trebatice, Senica 6 km, 36 km       | Kompassrose, die auf Nachbargemeinden zeigt        | Banka, Topoľčany 1,5 km, 25 km                           |
| Veselé, Trnava 8,5 km, 30 km        | Drahovce, Hlohovec 8,5 km, 18,5 km                 | Ardanovce, Nitra 5 km, 36 km                             |

## Klima
|                        | Jan   | Feb   | Mär   | Apr   | Mai  | Jun  | Jul  | Aug  | Sep  | Okt   | Nov   | Dez   |   |       |
| Mittl. Temperatur (°C) | −0,8  | 1,1   | 5,3   | 10,7  | 15,3 | 18,8 | 20,8 | 20,7 | 16,0 | 10,6  | 5,5   | 0,5   | ⌀ | 10,4  |
| Mittl. Tagesmax. (°C)  | 2,2   | 5,0   | 10,3  | 16,8  | 21,3 | 25,0 | 27,1 | 27,1 | 21,4 | 15,0  | 8,5   | 3,0   | ⌀ | 15,3  |
| Rekordmaximum (°C)     | 16,3  | 18,7  | 22,7  | 30,2  | 32,4 | 35,6 | 38,0 | 38,4 | 32,9 | 27,8  | 20,7  | 16,2  | ᐃ | 38,4  |
| Mittl. Tagesmin. (°C)  | −3,5  | −2,7  | 0,5   | 4,6   | 9,3  | 12,8 | 14,4 | 14,5 | 10,6 | 6,3   | 2,7   | −1,9  | ⌀ | 5,7   |
| Rekordminimum (°C)     | −29,8 | −24,0 | −16,1 | −10,4 | −2,1 | 0,0  | 4,7  | 2,0  | 0,3  | −8,2  | −14,3 | −23,0 | ᐁ | −29,8 |
|                        |       |       |       |       |      |      |      |      |      |       |       |       |   |       |
| Niederschlag (mm)      | 34,3  | 62,4  | 98,7  | 102,2 | 57,8 | 69,8 | 71,6 | 97,0 | 58,3 | 114,4 | 75,5  | 76,2  | Σ | 918,2 |
|                        |       |       |       |       |      |      |      |      |      |       |       |       |   |       |
| Regentage (d)          | 7,7   | 7,1   | 6,7   | 6,4   | 9,0  | 8,0  | 8,1  | 7,5  | 7,1  | 7,7   | 7,8   | 7,7   | Σ | 90,8  |

| −3,5 |

| −2,7 |

| 0,5 |

| 4,6 |

| 9,3 |

| 12,8 |

| 14,4 |

| 14,5 |

| 10,6 |

| 6,3 |

| 2,7 |

| −1,9 |

| −3,5 |

| −2,7 |

| 0,5 |

| 4,6 |

| 9,3 |

| 12,8 |

| 14,4 |

| 14,5 |

| 10,6 |

| 6,3 |

| 2,7 |

| −1,9 |

| N i e d e r s c h l a g | 34,3 | 62,4 | 98,7 | 102,2 | 57,8 | 69,8 | 71,6 | 97,0 | 58,3 | 114,4 | 75,5 | 76,2 |
|                         | Jan  | Feb  | Mär  | Apr   | Mai  | Jun  | Jul  | Aug  | Sep  | Okt   | Nov  | Dez  |

## Geschichte
Erste menschliche Ansiedlungen im Gebiet der heutigen Stadt gab es schon vor etwa 80.000 Jahren, denn das Gebiet weist ein sehr günstiges Klima auf. Darüber hinaus gibt es hier eine Fülle von Thermalquellen, die auch im Winter nicht zufroren.

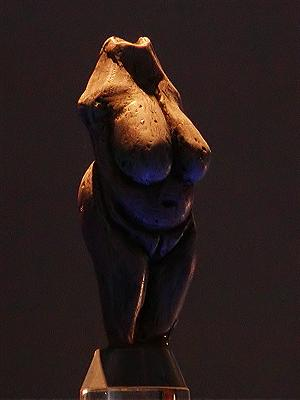
Venus von Moravany

Eine kleine Frauenfigur (Venus von Moravany) wurde in der unweit der Stadt gelegenen Ortschaft Moravany nad Váhom (Moravan) gefunden; sie wurde aus Mammutelfenbein gefertigt und ist zirka 22.800 vor Christus entstanden. Sie befindet sich heute im Museum auf der Burg Bratislava.
In der ebenfalls nahe gelegenen Ortschaft Krakovany-Stráže wurde in einer Ausgrabungsstätte eine Sammlung von Luxusgütern aus Glas, Bronze, Silber und Gold in drei Gräbern gefunden, diese stammen aus der Zeit zwischen 200 und 300 nach Christus.
Der Ort Piešťany wurde zum ersten Mal 1113 als Pescan erwähnt. Damals bestand er aus verschiedenen kleinen Siedlungen. Auch die Heilquellen wurden schon im Mittelalter genutzt, so ist ein Besuch von König Matthias Corvinus überliefert.
Die erste Erwähnung der Quellen von Piešťany findet sich im Buch De admirandis Hungariae aquis hypomnemation („Über die wunderbaren Wässer Ungarns“) von dem Kaschauer Apotheker, Ratsherr und Bürgermeister Georgius Wernher (Georg Werner), welches zuerst 1549 in Basel und 1551 in Wien herausgegeben wurde. Während des 16. und 17. Jahrhunderts hatte die Stadt wie auch viele andere in der Region unter den Verheerungen durch die Türken und die antihabsburgischen Aufstände zu leiden.
Im Laufe der Jahrhunderte gehörte der Ort verschiedenen Adelsfamilien, die letzte war die Familie Erdődy. Ihnen gehörte das Gebiet von 1720 bis 1848, das Bad selber sogar bis 1940. Die ersten Badehäuser ließ die Familie 1778 errichten. Sie wurden durch die verheerende Flut von 1813 stark beschädigt. 1820 wurden die Badehäuser erweitert und im neoklassizistischen Stil umgebaut (Napoleon-Bad). Ebenso wurde ein Park angelegt.

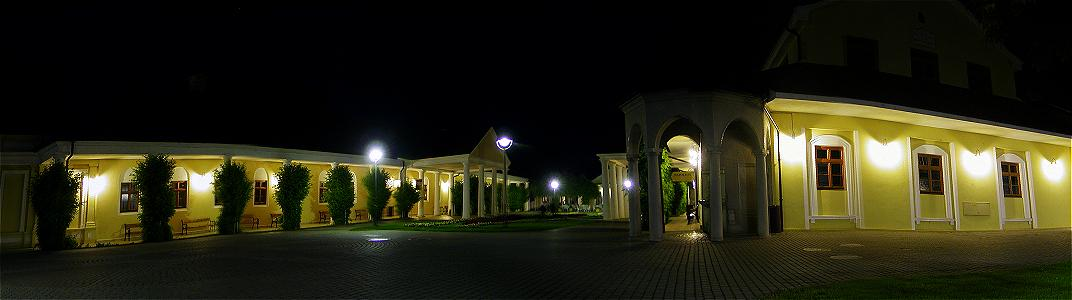
Das Napoleonbad (1822–1862)

Von 1889 bis 1940 wurden die Badeanlagen durch die Familie Winter gepachtet, insbesondere Ľudovít Winter brachte das Bad zu internationalem Ruf, indem er die Behandlungsmethoden (ab 1840 schon gab es einen ständigen Badearzt), aber auch die Unterkunfts- und Freizeitmöglichkeiten unter anderem durch den Bau neuer Badeanlagen und Hotels verbesserte. Während sich heute am rechten Waagufer zahlreiche Geschäfte, Lokale, Restaurants sowie der weitläufige Stadtpark befinden, liegt der Kurort mit den Kureinrichtungen und den Thermalquellen auf der linken Seite des Flusses.

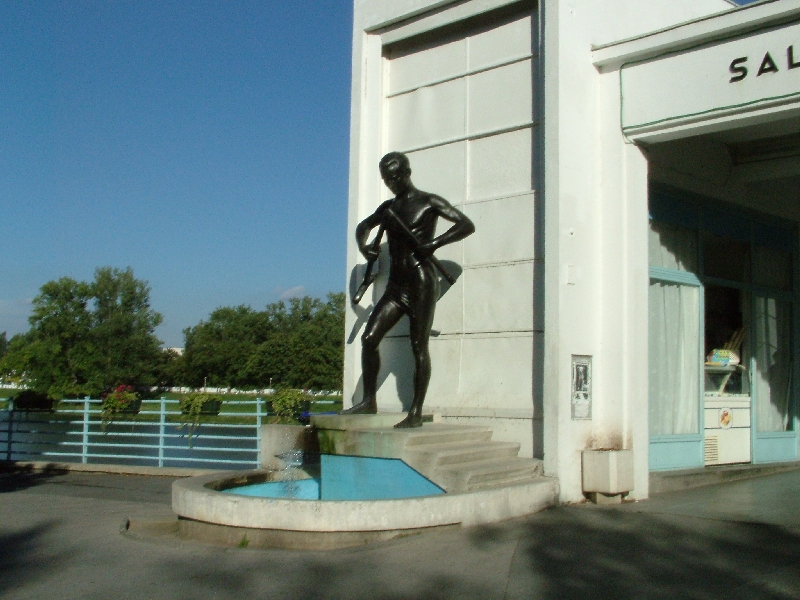
Die Kolonnadenbrücke mit der berühmten Statue

1945 bekam Piešťany offiziell das Stadtrecht zugesprochen. Seit 1959 gibt es im Süden den großen Waagstausee Sĺňava; der Rückstau des Wassers reicht bis in das Stadtgebiet hinein. Trotz der Stagnation des Badewesens nach der Verstaatlichung des Bades 1940 wurden in den 1960er und 1970er Jahren (durch skandinavische Investoren) noch weitere Badegebäude erbaut (Balnea Grand, Balnea Splendid und Balnea Esplanade). Alle Hotels befinden sich auf der Kurinsel, die im Fluss Waag liegt.
1922 fand im Grand Hotel Royal im Kurpark das erste große Schachturnier nach dem Ersten Weltkrieg statt, das Efim Bogoljubow gewann. Insbesondere die Partie zwischen Bogoljubow und dem später drittplatzierten Alexander Aljechin ist berühmt geworden, da Stefan Zweig sie der einzigen in der Schachnovelle (1942) konkret beschriebenen Partie zwischen Czentovic und den Amateurspielern zugrunde legte, in die die Hauptfigur Dr. B. entscheidend eingreift.
Aufmerksamkeit bekam die Stadt in jüngster Zeit durch die Gefangennahme von drei Mitgliedern der Real IRA am 5. Juli 2001, nachdem sie von Agenten des britischen Geheimdienstes MI5, die als Waffenhändler aus dem Irak getarnt waren, in eine Falle gelockt wurden.
Vom 12. bis 13. September 2008 fand auf der Kurinsel ein Gipfeltreffen des slowakischen Präsidenten Ivan Gašparovič, des ungarischen Präsidenten László Sólyom, des tschechischen Präsidenten Václav Klaus und des polnischen Präsidenten Lech Kaczyński statt. Sie weihten am 12. September 2008 vor dem Irma-Bad den „Präsidentenspringbrunnen“ ein. Am Rand des Brunnens sind auf vier Metallplatten die Namen der Präsidenten eingraviert.

## Kuranwendungen
Piešťany gehörte bereits vor dem Ersten Weltkrieg zu den führenden Rheuma-Heilbädern Europas. Zu den Kurgästen zählten u. a. Kaiserin Elisabeth, Zar Ferdinand I. von Bulgarien und Kaiser Wilhelm II. Große Popularität erlangte das Bad in ganz Deutschland und Österreich, als Richard Tauber 1929 auf Empfehlung des Stummfilmstars Henny Porten in Bad Pistyan weilte. Der berühmte Tenor war nach einem Gichtanfall völlig gelähmt eingeliefert worden; fast täglich berichteten Wiener und Berliner Zeitungen über die Fortschritte des Patienten bis zu seiner Heilung.
Piešťany verfügt über 70 °C warme, schwefelige Thermalquellen. Der warme Waagschlamm wird für Anwendungen gegen Skoliose, Osteoporose, Arthrose, Rheuma und Gicht eingesetzt. Ebenso wird in Piešťany die Adeli-Methode angewendet. In Piešťany befindet sich das derzeit einzige Adeli-Zentrum weltweit. Rund 15 Patienten aus allen Teilen der Welt werden dort monatlich nach dieser Methode behandelt. Heute kommen jedes Jahr etwa 40.000 Kurgäste nach Piešťany.

## Bevölkerung
| Jahr                | 1994   | 2004    | 2014    | 2024    |
| ------------------- | ------ | ------- | ------- | ------- |
| Anzahl der Personen | 32.970 | 29.957  | 27.998  | 26.379  |
| Unterschied         |        | −9,13 % | −6,53 % | −5,78 % |

| Jahr                | 2023   | 2024    |
| ------------------- | ------ | ------- |
| Anzahl der Personen | 26.668 | 26.379  |
| Unterschied         |        | −1,08 % |

## Sehenswürdigkeiten
- Statue eines geheilten Mannes mit gebrochener Krücke
- Kolonnadenbrücke über die Waag mit der Inschrift „surge et ambula“
- Jugendstilbauten, z. B. das Thermia Palace Hotel von 1912 und das dazugehörige Bad „Irma“[9]
- Freibäder „Eva“ und „Slnava“

## Verkehrsanbindung

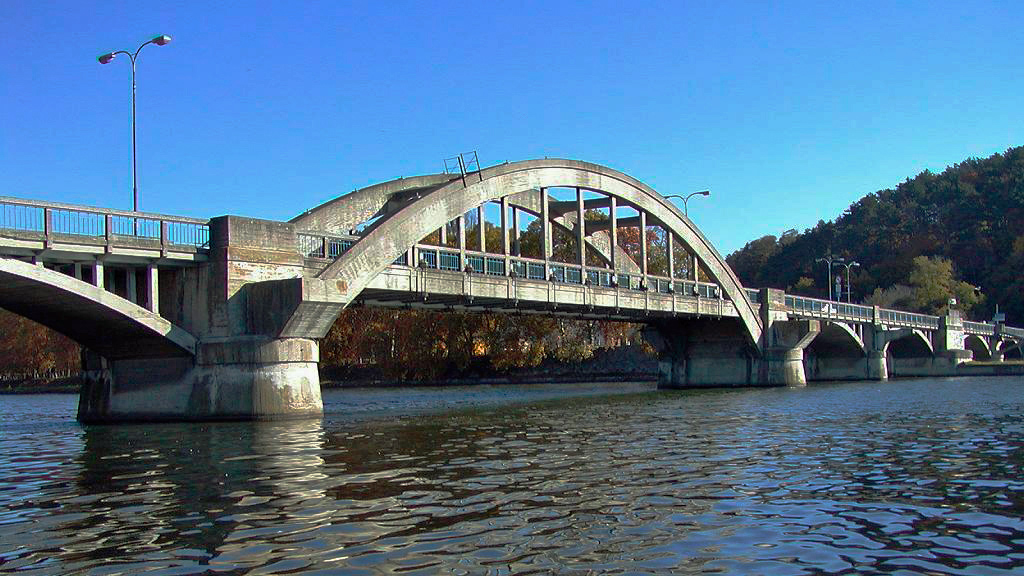
Krajinský most

Piešťany liegt mit dem Auto 88 km nordöstlich von Bratislava respektive 1 Fahrstunde entfernt. Die Stadt Trnava kann in 36 km (36 min.), die Stadt Nitra in 55 km (58 min.) erreicht werden. Den Fluss Váh überqueren zwei Brücken: der Kolonádový most (wörtlich Kolonnadenbrücke, nur für Fußgänger), der das Zentrum mit der Insel Kúpeľný ostrov verbindet, sowie der Krajinský most (wörtlich Landesbrücke), eine Straßenbrücke (Landesstraße 499).
Die Stadt ist sowohl an das slowakische Eisenbahnnetz als auch an das Autobahnnetz angeschlossen. Piešťany besitzt einen eigenen Anschluss an die Autobahn D1. Die Stadt hat einen kleinen Flughafen, der aber zumindest derzeit (Mai 2019) keinen Linienverkehr anbietet.
Vom Bahnhof in Piešťany, der an der Bahnstrecke Bratislava–Žilina liegt, bestehen Direktverbindungen nach:
| - Bratislava - Wien - Žilina - Košice - Humenné | - Poprad - Trenčianska Teplá - Trenčín - Nové Mesto nad Váhom - Trnava | - Čierna nad Tisou - Leopoldov - Martin - Lemberg - Kiew |

## Söhne und Töchter der Stadt
- Ľudovít Komadel (1927–2022), Schwimmer und Sportmediziner
- Frederick Stafford (1928–1979), Schauspieler
- Irena Belohorská (* 1948), Politikerin
- Jozef Rakicky (* 1956), deutscher Politiker
- Ladislav Mucina (* 1956), Botaniker
- Alexandra Mařasová (* 1965), Skirennläuferin
- Slavomír Kňazovický (* 1967), Kanute
- Branislaw Škripek (* 1970), Politiker
- Róbert Erban (* 1972), Kanute
- Martina Moravcová (* 1976), Schwimmerin
- Branko Radivojevič (* 1980), Eishockeyspieler
- Michel Miklík (* 1982), Eishockeyspieler
- Filip Hološko (* 1984), Fußballspieler
- Jana Juricová (* 1987), Tennisspielerin
- Lukáš Lacko (* 1987), Tennisspieler
- Dominika Cibulková (* 1989), Tennisspielerin
- Patrícia Verešová (* 1989), Tennisspielerin
- Zuzana Luknárová (* 1991), Tennisspielerin
- Filip Horanský (* 1993), Tennisspieler
- Monika Simančíková (* 1995), Eiskunstläuferin
- Nataša Rybanská (* 2000), slowakisch-ungarische Wasserballspielerin